# شونسوکه اوتا
شونسوکه اوتا (انگلیسی: Shunsuke Ota؛ زادهٔ ۲ مهٔ ۱۹۹۴) بازیکن فوتبال است.